# Jackie Chan Stuntmaster
Jackie Chan Stuntmaster è un videogioco picchiaduro platform sviluppato dalla Radical Entertainment e pubblicato per la PlayStation dalla Midway Home Entertainment in Nord America e dalla Sony in Europa. Ha come protagonista appunto il famoso Jackie Chan, il quale deve viaggiare per tutta New York per sconfiggere una banda che ha rapito suo nonno.

## Modalità di gioco
Il gioco permette di controllare Jackie Chan in un picchiaduro platform in terza persona, e di viaggiare per tutti i 15 livelli completamente in 3D, ambientati nel lungomare, nelle fogne, sui tetti, nelle fabbriche e simili e pieni di nemici da sconfiggere e ostacoli da sormontare. Alla fine di ogni livello, Jackie dovrà affrontare un boss che possiede una barra di salute il doppio più grande della sua.

## Accoglienza
Il gioco ha ricevuto un'accoglienza "intermedia", e sul sito GameRankings detiene un punteggio di 69%. Jeff Lundrigan di NextGen ha considerato il gioco poco originale, votandolo con 2 stelle su 5, e ha concluso la sua recensione con cinque parole: "Jackie Chan merita di meglio."